# Tre’Davious White
Tre’Davious White (* 16. Januar 1995 in Shreveport, Louisiana) ist ein US-amerikanischer American-Football-Spieler auf der Position des Cornerbacks. Er spielte sieben Jahre lang für die Buffalo Bills in der National Football League (NFL), von denen er im NFL Draft 2017 in der ersten Runde an 27. Position ausgewählt wurde. Nach Zwischenstationen bei den Los Angeles Rams und den Baltimore Ravens spielt White seit 2025 wieder für die Buffalo Bills.

## Karriere
In der Highschool spielte White sowohl als Cornerback als auch als Quarterback.
Ab 2013 spielte er für vier Jahre an der Louisiana State University und verpasste in dieser Zeit nur ein Spiel. White hätte bereits im Jahr 2016 am NFL Draft teilnehmen können, entschied sich jedoch für ein weiteres Jahr am College. Die Buffalo Bills wählten White in der ersten Runde des NFL Draft 2017 an der 27. Position aus. Im September 2017 wurde White zum Rookie des Monats gekürt.
In der Saison 2019 fing White sechs Interceptions und führte damit zusammen mit Stephon Gilmore und Anthony Harris die Liga in dieser Statistik an. Für seine Leistung wurde er erstmals in den Pro Bowl gewählt.
Im März 2024 wurde White von den Bills entlassen. Im April 2024 nahmen die Los Angeles Rams White für ein Jahr unter Vertrag. Nach Einsätzen in den ersten vier Spielen erhielt White bei den Rams keine Spielzeit mehr, weshalb sie ihn am 5. November 2024 per Trade an die Baltimore Ravens abgaben. Dabei tauschten die Teams Siebtrundenpicks in den Draft 2026 und 2027. Am Ende der Saison wurde er Free Agent.
Am 21. April 2025 kehrte White zu den Buffalo Bills zurück und unterzeichnete dort einen Einjahresvertrag.